# Pelretin
Pelretin là một retinoid tổng hợp. Nó đã được thử nghiệm vào thập niên 1980 trên động vật với hy vọng nó có thể được sử dụng để loại bỏ nếp nhăn.